# Thank U, Next (альбом)
Thank U, Next — п'ятий студійний альбом американської співачки Аріани Ґранде , випущений 8 лютого 2019 року на лейблі Republic Records. Він був випущений через шість місяців після релізу четвертого студійного альбому співачки, Sweetener (2018).
Ґранде почала працювати над альбомом у жовтні 2018 року, залучивши таких продюсерів й авторів, як Томмі Браун, Макс Мартін, Ілля Салманзаде та Поп Вансел. У музичному плані альбом переважно поп, R&B та треп із впливом хіп-хопу. Критики описували його як найбільш особистий запис Ґранде.
Альбому передували два сингли: заголовна однойменна композиція та «7 Rings». Обидві пісні дебютували на вершині чарту Billboard Hot 100. Усі дванадцять треків альбому увійшли до Hot 100, а сингли посіли першу трійку, що зробило Аріану першою солісткою, якій вдалося досягти такого успіху.  Альбом отримав подвійну платинову сертифікацію Американської асоціації індустрії звукозапису й став восьмим найбільш продаваним альбом 2019 року.
На підтримку як і альбому Sweetener, так і Thank U, Next, Аріана Ґранде розпочала невеликий промотур, виступивши в чотирьох містах (Лондон, Чикаго, Лос-Анджелес та Нью Йорк) під назвою The Sweetener Sessions, і світовий тур Sweetener World Tour, що був комерційно успішним й зібрав понад 146 мільйонів доларів  з 97 виступів. 

## Фон і запис
У серпні 2018 року альбом співачки Аріани Ґранде Sweetener отримав схвалення критиків. Republic Records намагалися підтримати поширення альбому, випустивши «Breathin» як третій сингл альбому, але лейбл раптово відклав свої рекламні заходи, коли друг і колишній хлопець Ґранде, репер Мак Міллер, помер від передозування наркотиками на початку вересня.  Потім співачка взяла невелику перерву у кар'єрі. У той же час Ґранде  розірвала п'ятимісячні заручини з коміком Пітом Девідсоном. Аріана та її команда написали близько дев’яти пісень лише за тиждень, і завершили більшу частину запису ще через два тижні. 

## Реліз і просування
Thank U, Next був випущений у всьому світі 8 лютого 2019 року на Republic Records, через п’ять місяців і двадцять два дні після випуску Sweetener. Обкладинка альбому, знята й виконана Альфредо Флоресом, показує Ґранде, яка лежить на підлозі з намальованою назвою альбому на шиї. Обкладинка цифрового видання має рожеву рамку, а обкладинка вінілу — чорну. 

### Тур
25 жовтня 2018 року Ґранде офіційно оголосила про світове турне Sweetener в якості просування Thank U, Next і Sweetener.  Тур розпочався 18 березня 2019 року. Перший етап туру складався з 50 концертів по Північній Америці, а друга частина розпочалася 17 серпня 2019 року і складалася з 30 концертів по Європі. Третій етап туру складався з 18 міст та завершився в Інглвуді, Каліфорнія. 

## Сингли

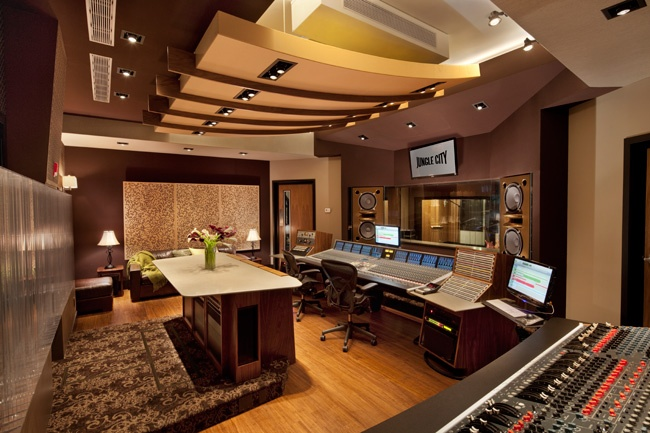
Основна частина Thank U, Next була записана на студії Jungle City в Нью-Йорку

Заголовна однойменна композиція була випущена як головний сингл з альбому 3 листопада 2018 року.  У комерційному плані сингл мав величезний успіх, піднявшись на перше місце в хіт-параді дванадцятьох країн і побивши низку рекордів, включаючи рекорд за кількістю відтворень за один день на Spotify. 30 листопада було опубліковано супровідне музичне відео, яке теж побило рекорди й набрало 100 мільйонів переглядів на YouTube.  
«7 Rings» був випущений як другий сингл 18 січня 2019 року. Трек також був комерційно успішним, досягши вершини хіт-парадів п'ятнадцяти країн, у тому числі США, дебютувавши на вершині Billboard Hot 100, що зробило Ґранде третьою жінкою-виконавицею, у якої дві або більше пісень дебютували на першому місці в Hot 100. Він отримав загалом неоднозначні відгуки музичних критиків і був центром звинувачень у плагіаті від багатьох виконавців. «7 Rings» також номінували на «Запис року» та «Кращий поп сольний виступ» на 62-й щорічній церемонії вручення премії «Греммі».
«Break Up with Your Girlfriend, I'm Bored» був випущений як третій сингл 8 лютого 2019 року, того ж дня, коли вийшов альбом. Пісня дебютувала на вершинах хіт-парадів Ірландії та Великобританії. З цим синглом на другому місці, «7 Rings» на першому місці та «Thank U, Next» на третьому місці, Ґранде стала першою виконавицею, яка опинилася у трійці лідерів у чартах після The Beatles у 1964 році. 

## Комерція
У Сполучених Штатах Thank U, Next дебютував на першому місці в чарті Billboard 200. Також було продано 360 000 еквівалентів альбому, з яких 116 000 були чистими продажами. Він став четвертим альбомом Аріани номер один в країні. У чарті Billboard Hot 100 усі дванадцять пісень з Thank U, Next з’явилися одночасно; одинадцять з цих пісень увійшли в топ-40. Альбом провів 19 тижнів поспіль у першій десятці Billboard 200. 15 червня 2020 року альбом отримав подвійний платиновий сертифікат Американської асоціації звукозаписної індустрії (RIAA), що перевищує два мільйони копій у США.  Станом на червень 2020 року в країні було продано 302 000 копій альбому. 
У Сполученому Королівстві Thank U, Next дебютував на першому місці в британському чарті альбомів із 65 000 еквівалентами. Він став третім альбомом номер один Ґранде у хіт-параді. Альбом також був третім за найбільшою кількістю прослуховувань за найкоротший період часу у 2019 році у Великобританії, після Lover Тейлор Свіфт і Hurts 2B Human від Pink. Він також став третім альбомом номером один для Ґранде в ірландському чарті альбомів. Після виходу, Thank U, Next став єдиним жіночим альбомом цього десятиліття, три сингли з якого опинилися на першому місці у чартах. Після успіху альбому піднялися вище у чарті й попередні альбоми Аріани (Sweetener (2018) Dangerous Woman (2016)). 
Всього було продано понад 1 мільйон чистих копій Thank U, Next по всьому світу. Це був восьмий найбільш продаваний альбом 2019 року в усьому світі .

## Трек-лист
| Стандартна версія | Стандартна версія                          | Стандартна версія |
| #                 | Назва                                      | Тривалість        |
| ----------------- | ------------------------------------------ | ----------------- |
| 1.                | «Imagine»                                  | 3:32              |
| 2.                | «Needy»                                    | 2:51              |
| 3.                | «NASA»                                     | 3:02              |
| 4.                | «Bloodline»                                | 3:36              |
| 5.                | «Fake Smile»                               | 3:28              |
| 6.                | «Bad Idea»                                 | 4:27              |
| 7.                | «Make Up»                                  | 2:20              |
| 8.                | «Ghostin»                                  | 4:31              |
| 9.                | «In My Head»                               | 3:42              |
| 10.               | «7 Rings»                                  | 2:58              |
| 11.               | «Thank U, Next»                            | 3:27              |
| 12.               | «Break Up with Your Girlfriend, I'm Bored» | 3:10              |
| 41:11             |                                            |                   |